# Manchester United F.C. mùa giải 2007-08
Mùa giải 2007–08 là mùa giải thứ 16 của Manchester United tại Premier League, và là mùa giải thứ 33 liên tiếp của họ ở giải đấu hàng đầu của bóng đá Anh. Mùa giải được coi là một thành công; bất chấp khởi đầu chậm chạp của đội ở giải vô địch quốc gia, họ đã giành chức vô địch Premier League thứ 10 (danh hiệu vô địch quốc gia lần thứ 17, chỉ kém kỷ lục 18 lần vô địch nước Anh của Liverpool khi đó chỉ 1 danh hiệu) và đánh bại Chelsea trên chấm phạt đền trong trận Chung kết UEFA Champions League 2008 để giành cú đúp danh hiệu quốc nội và châu Âu.
Mặc dù họ đã giành được FA Community Shield năm 2007 trước Chelsea, nhưng câu lạc bộ không thành công ở các giải đấu quốc nội, khi để thua đội vô địch FA Cup mùa đó là Portsmouth ở vòng 6 và thua Coventry City ở vòng 3 Cúp liên đoàn.
Vào tháng 2 năm 2008, câu lạc bộ đã kỷ niệm 50 năm thảm họa hàng không Munchen, khiến 8 cầu thủ Manchester United và 3 thành viên ban huấn luyện thiệt mạng. Câu lạc bộ đã tổ chức lễ tưởng niệm tại Old Trafford vào ngày 6 tháng 2 năm 2008, đổi tên đường hầm dưới khán đài phía nam thành "Đường hầm Munich". Tiếp theo là trận Derby Manchester vào ngày 10 tháng 2. Manchester United đã ra sân trong một bộ trang phục cổ điển gợi nhớ đến bộ quần áo bóng đá được mặc bởi đội năm 1958, từ bỏ số áo của các cầu thủ đang mặc để chuyển sang hệ thống đánh số 1–11.
Các cầu thủ của Manchester United cũng đã thành công ở cấp độ cá nhân trong mùa giải 2007–08, với ba cầu thủ trong Đội hình tiêu biểu của PFA, trong khi Cristiano Ronaldo đã nhận sáu giải thưởng cá nhân, bao gồm cả Chiếc giày vàng Giải bóng đá Ngoại hạng Anh sau khi có được 31 bàn thắng.

## Giao hữu trước mùa giải
| Ngày      | Đối thủ              | Sân nhà/khách | Tỉ số | Cầu thủ ghi bàn                                                      | Số lượng khán giả |
| --------- | -------------------- | ------------- | ----- | -------------------------------------------------------------------- | ----------------- |
| 17/7/2007 | Urawa Red Diamonds   | A             | 2–2   | Fletcher 47', Ronaldo 52'                                            | 58,716            |
| 20/7/2007 | FC Seoul             | A             | 4–0   | Ronaldo 5', Eagles 18', Rooney 20', Evra 60'                         | 64,000            |
| 23/7/2007 | Shenzhen Xiangxue    | N             | 6–0   | Giggs 12', Rooney 20', Nani 22', O'Shea 54', Ronaldo 56', Eagles 63' | 15,000            |
| 27/7/2007 | Quảng Châu Hằng Đại  | N             | 3–0   | Rooney 12' (pen.), Nani 43', Martin 53'                              | 50,000            |
| 1/8/2007  | Inter Milan          | H             | 2–3   | Rooney 18', Adriano 50' (o.g.)                                       | 73,738            |
| 3/8/2007  | Doncaster Rovers     | A             | 2–0   | Gibson 70', Evans 90'                                                | 13,080            |
| 4/8/2007  | Peterborough United  | A             | 3–1   | Eckersley 23', Jones 72', Dong 82'                                   |                   |
| 8/8/2007  | Glentoran            | A             | 3–0   | Campbell 5', Evra 14', Nani 37'                                      | 14,500            |
| 8/8/2007  | Dunfermline Athletic | A             | 4–0   | Eagles 27', Giggs 35', Rooney (2) 63' (pen.), 85'                    | 11,200            |
| 21/1/2008 | Al-Hilal             | A             | 2–3   | Tevez 25', Ronaldo 33'                                               | 70,000            |

## Siêu cúp Anh
| Ngày     | Đối thủ | Sân nhà/khách | Tỉ số       | Cầu thủ ghi bàn | Số lượng khán giả |
| -------- | ------- | ------------- | ----------- | --------------- | ----------------- |
| 5/8/2007 | Chelsea | N             | 1–1 (3–0 p) | Giggs 35'       | 80,731            |

## Ngoại hạng Anh
| Ngày       | Đối thủ           | Sân nhà/khách | Tỉ số | Cầu thủ ghi bàn                                              | Số lượng khán giả | Thứ hạng |
| ---------- | ----------------- | ------------- | ----- | ------------------------------------------------------------ | ----------------- | -------- |
| 12/8/2007  | Reading           | H             | 0–0   |                                                              | 75,655            | 11       |
| 15/8/2007  | Portsmouth        | A             | 1–1   | Scholes 15'                                                  | 20,510            | 12       |
| 19/8/2007  | Manchester City   | A             | 0–1   |                                                              | 44,955            | 17       |
| 26/8/2007  | Tottenham Hotspur | H             | 1–0   | Nani 68'                                                     | 75,696            | 10       |
| 1/9/2007   | Sunderland        | H             | 1–0   | Saha 71'                                                     | 75,648            | 6        |
| 15/9/2007  | Everton           | A             | 1–0   | Vidić 83'                                                    | 39,364            | 1        |
| 23/9/2007  | Chelsea           | H             | 2–0   | Tevez 45', Saha 89' (pen.)                                   | 75,633            | 2        |
| 29/9/2007  | Birmingham City   | A             | 1–0   | Ronaldo 52'                                                  | 26,526            | 2        |
| 6/10/2007  | Wigan Athletic    | H             | 4–0   | Tevez 54', Ronaldo (2) 58', 76', Rooney 82'                  | 75,300            | 1        |
| 20/102007  | Aston Villa       | A             | 4–1   | Rooney (2) 36', 44', Ferdinand 45', Giggs 75'                | 42,640            | 2        |
| 27/10/2007 | Middlesbrough     | H             | 4–1   | Nani 3', Rooney 33', Tevez (2) 55', 85'                      | 75,720            | 1        |
| 3/11/2007  | Arsenal           | A             | 2–2   | Gallas 45' (o.g.), Ronaldo 81'                               | 60,161            | 2        |
| 11/11/2007 | Blackburn Rovers  | H             | 2–0   | Ronaldo (2) 34', 35'                                         | 75,710            | 1        |
| 24/11/2007 | Bolton Wanderers  | A             | 0–1   |                                                              | 25,028            | 2        |
| 3/12/2007  | Fulham            | H             | 2–0   | Ronaldo (2) 10', 58'                                         | 75,055            | 2        |
| 8/12/2007  | Derby County      | H             | 4–1   | Giggs 41', Tevez (2) 45', 61', Ronaldo 90+2' (pen.)          | 75,725            | 2        |
| 16/12/2007 | Liverpool         | A             | 1–0   | Tevez 43'                                                    | 44,459            | 2        |
| 23/12/2007 | Everton           | H             | 2–1   | Ronaldo (2) 22', 88' (pen.)                                  | 75,749            | 2        |
| 26/12/2007 | Sunderland        | A             | 4–0   | Rooney 20', Saha (2) 30', 85' (pen.), Ronaldo 45'            | 47,360            | 1        |
| 29/12/2007 | West Ham United   | A             | 1–2   | Ronaldo 14'                                                  | 34,966            | 2        |
| 1/1/2008   | Birmingham City   | H             | 1–0   | Tevez 25'                                                    | 75,459            | 2        |
| 12/1/2008  | Newcastle United  | H             | 6–0   | Ronaldo (3) 49', 70', 88', Tevez (2) 55', 90', Ferdinand 85' | 75,965            | 1        |
| 19/1/2008  | Reading           | A             | 2–0   | Rooney 77', Ronaldo 90'                                      | 24,135            | 1        |
| 30/1/2008  | Portsmouth        | H             | 2–0   | Ronaldo (2) 10', 12'                                         | 75,415            | 1        |
| 2/2/2008   | Tottenham Hotspur | A             | 1–1   | Tevez 90'                                                    | 36,075            | 2        |
| 10/1/2008  | Manchester City   | H             | 1–2   | Carrick 90'                                                  | 75,970            | 2        |
| 23/1/2008  | Newcastle United  | A             | 5–1   | Rooney (2) 25', 80', Ronaldo (2) 45', 56', Saha 90'          | 52,291            | 2        |
| 1/3/2008   | Fulham            | A             | 3–0   | Hargreaves 14', Park 45', Davies 72' (o.g.)                  | 25,314            | 2        |
| 15/3/2008  | Derby County      | A             | 1–0   | Ronaldo 76'                                                  | 33,072            | 1        |
| 19/3/2008  | Bolton Wanderers  | H             | 2–0   | Ronaldo (2) 9', 20'                                          | 75,476            | 1        |
| 23/3/2008  | Liverpool         | H             | 3–0   | Brown 34', Ronaldo 79', Nani 81'                             | 76,000            | 1        |
| 29/3/2008  | Aston Villa       | H             | 4–0   | Ronaldo 16', Tevez 33', Rooney (2) 53', 70'                  | 75,932            | 1        |
| 6/4/2008   | Middlesbrough     | A             | 2–2   | Ronaldo 10', Rooney 74'                                      | 33,952            | 1        |
| 13/4/2008  | Arsenal           | H             | 2–1   | Ronaldo 53' (pen), Hargreaves 72'                            | 75,985            | 1        |
| 19/4/2008  | Blackburn Rovers  | A             | 1–1   | Tevez 88'                                                    | 30,316            | 1        |
| 26/4/2008  | Chelsea           | A             | 1–2   | Rooney 57'                                                   | 41,828            | 1        |
| 3/5/2008   | West Ham United   | H             | 4–1   | Ronaldo (2) 3', 24', Tevez 26', Carrick 59'                  | 76,013            | 1        |
| 11/5/2008  | Wigan Athletic    | A             | 2–0   | Ronaldo 33' (pen), Giggs 80'                                 | 25,133            | 1        |

## FA Cup
| Ngày      | Vòng   | Đối thủ           | Sân nhà/khách | Tỉ số | Cầu thủ ghi bàn                             | Số lượng khán giả |
| --------- | ------ | ----------------- | ------------- | ----- | ------------------------------------------- | ----------------- |
| 5/1/2008  | Vòng 3 | Aston Villa       | A             | 2–0   | Ronaldo 81', Rooney 89'                     | 33,630            |
| 27/1/2008 | Vòng 4 | Tottenham Hotspur | H             | 3–1   | Tevez 38', Ronaldo (2) 69' (pen.), 88'      | 75,369            |
| 16/1/2008 | Vòng 5 | Arsenal           | H             | 4–0   | Rooney 16', Fletcher (2) 20', 74', Nani 38' | 75,550            |
| 8/3/2008  | Vòng 6 | Portsmouth        | H             | 0–1   |                                             | 75,463            |

## Cúp liên đoàn
| Ngày      | Vòng   | Đối thủ       | Sân nhà/khách | Tỉ số | Cầu thủ ghi bàn | Số lượng khán giả |
| --------- | ------ | ------------- | ------------- | ----- | --------------- | ----------------- |
| 26/9/2007 | Vòng 3 | Coventry City | H             | 0–2   |                 | 74,055            |

## UEFA Champions League

### Vòng bảng
| Ngày       | Đối thủ     | Sân nhà/khách | Tỉ số | Cầu thủ ghi bàn                                        | Số lượng khán giả | Thứ hạng |
| ---------- | ----------- | ------------- | ----- | ------------------------------------------------------ | ----------------- | -------- |
| 19/9/2007  | Sporting CP | A             | 1–0   | Ronaldo 62'                                            | 41,510            | 2        |
| 2/10/2007  | Roma        | H             | 1–0   | Rooney 70'                                             | 73,652            | 1        |
| 23/10/2007 | Dynamo Kyiv | A             | 4–2   | Ferdinand 10', Rooney 18', Ronaldo (2) 41', 68' (pen.) | 42,000            | 1        |
| 7/11/2007  | Dynamo Kyiv | H             | 4–0   | Piqué 31', Tevez 37', Rooney 76', Ronaldo 88'          | 75,017            | 1        |
| 27/11/2007 | Sporting CP | H             | 2–1   | Tevez 61', Ronaldo 90+2'                               | 75,162            | 1        |
| 12/12/2007 | Roma        | A             | 1–1   | Piqué 34'                                              | 29,490            | 1        |

### Vòng knockout
| Ngày      | Vòng                | Đối thủ   | Sân nhà/khách | Tỉ số      | Cầu thủ ghi bàn         | Số lượng khán giả |
| --------- | ------------------- | --------- | ------------- | ---------- | ----------------------- | ----------------- |
| 20/1/2008 | Vòng 16 đội lượt đi | Lyon      | A             | 1–1        | Tevez 87'               | 39,219            |
| 4/3/2008  | Vòng 16 đội lượt về | Lyon      | H             | 1–0        | Ronaldo 41'             | 75,520            |
| 1/4/2008  | Tứ kết lượt đi      | Roma      | A             | 2–0        | Ronaldo 39', Rooney 66' | 60,931            |
| 9/4/2008  | Tứ kết lượt về      | Roma      | H             | 1–0        | Tevez 70'               | 74,423            |
| 23/4/2008 | Bán kết lượt đi     | Barcelona | A             | 0–0        |                         | 95,949            |
| 29/4/2008 | Bán kết lượt về     | Barcelona | H             | 1–0        | Scholes 14'             | 75,061            |
| 21/5/2008 | Chung kết           | Chelsea   | N             | 1–1 (6–5p) | Ronaldo 25'             | 67,310            |

## Thống kê đội hình
| Số áo | Vị trí | Tên                 | Giải VĐQG | Giải VĐQG | FA Cup | FA Cup | League Cup | League Cup | Cúp châu Âu | Cúp châu Âu | Khác | Khác | Tổng cộng | Tổng cộng | Thẻ phạt | Thẻ phạt |
| Số áo | Vị trí | Tên                 | Trận      | Bàn       | Trận   | Bàn    | Trận       | Bàn        | Trận        | Bàn         | Trận | Bàn  | Trận      | Bàn       |          |          |
| ----- | ------ | ------------------- | --------- | --------- | ------ | ------ | ---------- | ---------- | ----------- | ----------- | ---- | ---- | --------- | --------- | -------- | -------- |
| 1     | TM     | Edwin van der Sar   | 29        | 0         | 4      | 0      | 0          | 0          | 10          | 0           | 1    | 0    | 44        | 0         | 3        | 0        |
| 2     | HV     | Gary Neville (c)    | 0         | 0         | 0      | 0      | 0          | 0          | 0(1)        | 0           | 0    | 0    | 0(1)      | 0         | 0        | 0        |
| 3     | HV     | Patrice Evra        | 33        | 0         | 4      | 0      | 0          | 0          | 10          | 0           | 1    | 0    | 48        | 0         | 6        | 0        |
| 4     | TV     | Owen Hargreaves     | 16(7)     | 2         | 2(1)   | 0      | 0          | 0          | 5(3)        | 0           | 0    | 0    | 23(11)    | 2         | 3        | 0        |
| 5     | HV     | Rio Ferdinand       | 35        | 2         | 4      | 0      | 0          | 0          | 11          | 1           | 1    | 0    | 51        | 3         | 5        | 0        |
| 6     | HV     | Wes Brown           | 34(2)     | 1         | 4      | 0      | 0(1)       | 0          | 9(1)        | 0           | 1    | 0    | 48(4)     | 1         | 8        | 0        |
| 7     | TV     | Cristiano Ronaldo   | 31(3)     | 31        | 3      | 3      | 0          | 0          | 11          | 8           | 1    | 0    | 46(3)     | 42        | 7        | 1        |
| 8     | TV     | Anderson            | 16(8)     | 0         | 2(2)   | 0      | 1          | 0          | 6(3)        | 0           | 0    | 0    | 25(13)    | 0         | 3        | 0        |
| 9     | TĐ     | Louis Saha          | 6(11)     | 5         | 1(1)   | 0      | 0          | 0          | 3(2)        | 0           | 0    | 0    | 10(14)    | 5         | 0        | 0        |
| 10    | TĐ     | Wayne Rooney        | 25(2)     | 12        | 3(1)   | 2      | 0          | 0          | 10(1)       | 4           | 1    | 0    | 39(4)     | 18        | 12       | 0        |
| 11    | TV     | Ryan Giggs (vc)     | 26(5)     | 3         | 2      | 0      | 0          | 0          | 4(5)        | 0           | 1    | 1    | 33(10)    | 4         | 1        | 0        |
| 12    | TM     | Ben Foster          | 1         | 0         | 0      | 0      | 0          | 0          | 0           | 0           | 0    | 0    | 1         | 0         | 0        | 0        |
| 13    | TV     | Park Ji-sung        | 8(4)      | 1         | 2      | 0      | 0          | 0          | 4           | 0           | 0    | 0    | 14(4)     | 1         | 0        | 0        |
| 14    | HV     | Gabriel Heinze      | 0         | 0         | 0      | 0      | 0          | 0          | 0           | 0           | 0    | 0    | 0         | 0         | 0        | 0        |
| 15    | HV     | Nemanja Vidić       | 32        | 1         | 3      | 0      | 0          | 0          | 9           | 0           | 1    | 0    | 45        | 1         | 6        | 0        |
| 16    | TV     | Michael Carrick     | 24(7)     | 2         | 3(1)   | 0      | 0(1)       | 0          | 11(1)       | 0           | 1    | 0    | 39(10)    | 2         | 3        | 0        |
| 17    | TV     | Nani                | 16(10)    | 3         | 2      | 1      | 1          | 0          | 7(4)        | 0           | 0(1) | 0    | 26(15)    | 4         | 4        | 1        |
| 18    | TV     | Paul Scholes        | 22(2)     | 1         | 1(2)   | 0      | 0          | 0          | 7           | 1           | 0    | 0    | 30(4)     | 2         | 4        | 0        |
| 19    | HV     | Gerard Piqué        | 5(4)      | 0         | 0      | 0      | 1          | 0          | 3           | 2           | 0    | 0    | 9(4)      | 2         | 1        | 0        |
| 20    | TĐ     | Ole Gunnar Solskjær | 0         | 0         | 0      | 0      | 0          | 0          | 0           | 0           | 0    | 0    | 0         | 0         | 0        | 0        |
| 21    | TĐ     | Dong Fangzhuo       | 0         | 0         | 0      | 0      | 1          | 0          | 0(1)        | 0           | 0    | 0    | 1(1)      | 0         | 0        | 0        |
| 22    | HV     | John O'Shea         | 10(18)    | 0         | 1(1)   | 0      | 1          | 0          | 4(2)        | 0           | 1    | 0    | 17(21)    | 0         | 1        | 0        |
| 23    | HV     | Jonny Evans         | 0         | 0         | 0      | 0      | 1          | 0          | 1(1)        | 0           | 0    | 0    | 2(1)      | 0         | 0        | 0        |
| 24    | TV     | Darren Fletcher     | 5(11)     | 0         | 1      | 2      | 0          | 0          | 5(1)        | 0           | 0(1) | 0    | 11(13)    | 2         | 3        | 0        |
| 25    | HV     | Danny Simpson       | 1(2)      | 0         | 0(1)   | 0      | 1          | 0          | 2(1)        | 0           | 0    | 0    | 4(4)      | 0         | 0        | 0        |
| 26    | HV     | Phil Bardsley       | 0         | 0         | 0      | 0      | 1          | 0          | 0           | 0           | 0    | 0    | 1         | 0         | 0        | 0        |
| 27    | HV     | Mikaël Silvestre    | 3         | 0         | 0      | 0      | 0          | 0          | 1(1)        | 0           | 1    | 0    | 5(1)      | 0         | 0        | 0        |
| 28    | TV     | Darron Gibson       | 0         | 0         | 0      | 0      | 0          | 0          | 0           | 0           | 0    | 0    | 0         | 0         | 0        | 0        |
| 29    | TM     | Tomasz Kuszczak     | 8(1)      | 0         | 0(1)   | 0      | 1          | 0          | 3(2)        | 0           | 0    | 0    | 12(4)     | 0         | 0        | 1        |
| 30    | TV     | Lee Martin          | 0         | 0         | 0      | 0      | 1          | 0          | 0           | 0           | 0    | 0    | 1         | 0         | 0        | 0        |
| 32    | TĐ     | Carlos Tevez        | 31(3)     | 14        | 2      | 1      | 0          | 0          | 6(6)        | 4           | 0    | 0    | 39(9)     | 19        | 2        | 0        |
| 33    | TV     | Chris Eagles        | 1(3)      | 0         | 0      | 0      | 1          | 0          | 1           | 0           | 0    | 0    | 3(3)      | 0         | 0        | 0        |
| 34    | TV     | Rodrigo Possebon    | 0         | 0         | 0      | 0      | 0          | 0          | 0           | 0           | 0    | 0    | 0         | 0         | 0        | 0        |
| 38    | TM     | Tom Heaton          | 0         | 0         | 0      | 0      | 0          | 0          | 0           | 0           | 0    | 0    | 0         | 0         | 0        | 0        |
| 39    | TĐ     | Fraizer Campbell    | 0(1)      | 0         | 0      | 0      | 0(1)       | 0          | 0           | 0           | 0    | 0    | 0(2)      | 0         | 0        | 0        |
| 40    | HV     | Adam Eckersley      | 0         | 0         | 0      | 0      | 0          | 0          | 0           | 0           | 0    | 0    | 0         | 0         | 0        | 0        |
| 43    | TV     | Sam Hewson          | 0         | 0         | 0      | 0      | 0          | 0          | 0           | 0           | 0    | 0    | 0         | 0         | 0        | 0        |
| 45    | TĐ     | Febian Brandy       | 0         | 0         | 0      | 0      | 0          | 0          | 0           | 0           | 0    | 0    | 0         | 0         | 0        | 0        |
| 46    | HV     | Richard Eckersley   | 0         | 0         | 0      | 0      | 0          | 0          | 0           | 0           | 0    | 0    | 0         | 0         | 0        | 0        |
| 47    | TĐ     | Danny Welbeck       | 0         | 0         | 0      | 0      | 0          | 0          | 0           | 0           | 0    | 0    | 0         | 0         | 0        | 0        |

## Chuyển nhượng

### Đến
| Ngày      | Vị trí | Tên              | Từ                   | Phí chuyển nhượng   |
| --------- | ------ | ---------------- | -------------------- | ------------------- |
| 1/7/2007  | TV     | Owen Hargreaves  | Bayern Munich        | Không tiết lộ       |
| 2/7/2007  | TV     | Anderson         | Porto                | 30 triệu £ (cả hai) |
| 2/7/2007  | TV     | Nani             | Sporting CP          | 30 triệu £ (cả hai) |
| 2/7/2007  | TM     | Tomasz Kuszczak  | West Bromwich Albion | 2.125 triệu £       |
| 1/1/2008  | TĐ     | Manucho          | Petro Atlético       | Không tiết lộ       |
| 30/1/2008 | TV     | Rodrigo Possebon | Internacional        | Không tiết lộ       |
| 13/6/2008 | TĐ     | Davide Petrucci  | Roma                 | 200.000 £           |

### Đi
| Ngày      | Vị trí | Tên                 | Đến              | Phí           |
| --------- | ------ | ------------------- | ---------------- | ------------- |
| 16/7/2007 | TV     | Kieran Richardson   | Sunderland       | Không tiết lộ |
| 31/7/2007 | TĐ     | Giuseppe Rossi      | Villarreal       | Không tiết lộ |
| 3/8/2007  | TĐ     | Alan Smith          | Newcastle United | 6 triệu £     |
| 23/8/2007 | HV     | Gabriel Heinze      | Real Madrid      | Không tiết lộ |
| 28/8/2007 | TĐ     | Ole Gunnar Solskjær | Giải nghệ        | Giải nghệ     |
| 1/1/2008  | HV     | Adam Eckersley      | Port Vale        | Miễn phí      |
| 17/1/2008 | HV     | Ryan Shawcross      | Stoke City       | 1 triệu £     |
| 22/1/2008 | HV     | Phil Bardsley       | Sunderland       | 2 triệu £     |
| 21/5/2008 | HV     | Kieran Lee          | Oldham Athletic  | Miễn phí      |
| 27/5/2008 | HV     | Gerard Piqué        | Barcelona        | Không tiết lộ |

### Mượn
| Từ ngày   | Đến ngày  | Vị trí | Tên          | Từ  |
| --------- | --------- | ------ | ------------ | --- |
| 10/8/2007 | 31/7/2009 | TĐ     | Carlos Tevez | MSI |

### Cho mượn
| Từ ngày    | Đến ngày                 | Vị trí | Tên              | Đến                     |
| ---------- | ------------------------ | ------ | ---------------- | ----------------------- |
| 9/8/2007   | 31/1/2008                | HV     | Ryan Shawcross   | Stoke City              |
| 14/8/2007  | 31/12/2007               | TV     | Ritchie Jones    | Yeovil Town             |
| 29/8/2007  | 1/1/2008                 | HV     | Craig Cathcart   | Royal Antwerp           |
| 31/8/2007  | 1/1/2008                 | HV     | Michael Lea      | Royal Antwerp           |
| 5/10/2007  | 5/1/2008                 | TV     | Lee Martin       | Plymouth Argyle         |
| 12/10/2007 | 8/11/2007                | HV     | Adam Eckersley   | Port Vale               |
| 19/10/2007 | 19/1/2008                | HV     | Phil Bardsley    | Sheffield United        |
| 19/10/2007 | 30/6/2008                | TĐ     | Fraizer Campbell | Hull City               |
| 19/10/2007 | 30/6/2008                | TV     | Darron Gibson    | Wolverhampton Wanderers |
| 22/11/2007 | 19/12/2007               | HV     | David Gray       | Crewe Alexandra         |
| 2/1/2008   | 30/6/2008                | HV     | Kieran Lee       | Queens Park Rangers     |
| 3/1/2008   | 30/6/2008                | TV     | Michael Barnes   | Chesterfield            |
| 4/1/2008   | 31/5/2008                | HV     | Jonny Evans      | Sunderland              |
| 10/1/2008  | 30/6/2008                | TV     | Lee Martin       | Sheffield United        |
| 17/1/2008  | ngày 30 tháng 6 năm 2008 | TĐ     | Febian Brandy    | Swansea City            |
| 31/1/2008  | ngày 30 tháng 6 năm 2008 | TĐ     | Manucho          | Panathinaikos           |
| 21/3/2008  | 27/5/2008                | HV     | Danny Simpson    | Ipswich Town            |
| 27/3/2008  | 3/5/2008                 | TV     | Michael Barnes   | Shrewsbury Town         |